# Chauffour-lès-Bailly
Chauffour-lès-Bailly é uma comuna francesa na região administrativa de Grande Leste, no departamento de Aube. Estende-se por uma área de 19,01 km². Em 2010 a comuna tinha 125 habitantes (densidade: 6,6 hab./km²).